# William Mauduit, 8. Earl of Warwick
William Mauduit, 8. Earl of Warwick (auch Maudit) (* zwischen 1221 und 1223; † 8. Januar 1268) war ein englischer Magnat.

## Herkunft
William Mauduit war der älteste Sohn und Erbe seines gleichnamigen Vaters William Mauduit (um 1195–1257) und von dessen Frau Alice de Newburgh. Sein Vater war Lord of Hanslope in Buckinghamshire und erblicher Chamberlain of the Exchequer, seine Mutter war eine Tochter von Waleran de Beaumont, 4. Earl of Warwick. 

## Jugend und Dienst für den König
Williams Vater war bereits während des Ersten Kriegs der Barone ein Unterstützer der Adelsopposition gewesen. Auch 1233 sympathisierte er mit Richard Marshal, 3. Earl of Pembroke, der zusammen mit anderen Baronen gegen König Heinrich III. rebellierte. William musste deshalb zwischen August 1233 und Juli 1234 dem König zur Sicherung der Loyalität seines Vaters als Geisel gestellt werden. In dieser Zeit war er in der Obhut von Herbert fitz Matthew. Während des Feldzugs des Königs in die Saintonge 1242 diente William als Eskorte eines Schiffes, das Gelder für die königliche Armee nach Südwestfrankreich brachte. Seine ihm dadurch entstandenen Kosten erstattete ihm der König 1243. 1253 begleitete er den König bei dessen erneuten Expedition in die Gascogne, wo Heinrich einen Aufstand niederschlagen musste. Zusammen mit John de Plessis, 7. Earl of Warwick, dem Mann seiner Cousine Margaret de Beaumont, Countess of Warwick und mit seinem Schwiegervater Gilbert of Seagrave wollte William im September 1254 durch Frankreich zurück nach England reisen. Obwohl ihnen der französische König sicheres Geleit zugesichert hatte, wurden sie im dabei von den Bürgern von Pons im Poitou gefangen genommen. Sein Schwiegervater starb in der Gefangenschaft, und William und Plessis kamen erst 1255 nach Zahlung eines Lösegelds frei.

## Erbe seines Vaters und als Earl of Warwick
Seine Cousine Margaret de Beaumont, Countess of Warwick, die Frau von Plessis war im Juni 1253 kinderlos gestorben. Ihre Erben wären nun Williams Mutter Alice de Newburgh und sein Vater William Mauduit gewesen, doch durch den Einfluss des Königs durfte Plessis den Titel Earl of Warwick weiterführen sowie die Besitzungen der Beaumonts lebenslang behalten. Nach dem Tod seines Vaters 1257 erbte William den Anspruch auf Warwick sowie dessen Herrschaft Hanslope mit Barrowden in Rutland sowie Hartley Mauditt in Hampshire, dazu Ländereien in Warwickshire, die seine Mutter als Mitgift erhalten hatte. Dazu erbte er das Amt des Chamberlain of the Exchequer. Dieses Amt wurde zwar von Beamten als Vertreter ausgeübt, dennoch hatte er durch das Amt Einkünfte und Privilegien. 
Im Gegensatz zu seinem Vater war Mauduit ein loyaler Vasall des Königs, worin er vielleicht durch den mit ihm befreundeten John de Plessis bestärkt wurde. Während der Rebellion der Barone berief ihn Heinrich III. zu einer Ratsversammlung, um seine Stellung gegenüber Simon de Montfort, dem Führer der Adelsopposition zu stärken. In der Folge sagte Mauduit wie andere Barone zu, den König militärisch zu unterstützen, wofür er im Gegenzug jährlich 40 Mark erhielt. Bereits seit März 1258 war Mauduit als Vasall des Königs zu mehreren Feldzügen, unter anderen Gegen Fürst Llywelyn von Wales berufen worden. Als John de Plessis im Februar 1263 schließlich starb und auch seine Mutter bereits gestorben war, erbte Mauduit den Titel Earl of Warwick und die Besitzungen der Familie Beaumont. Im April 1263 leistete er dem König Hommage. Durch Misswirtschaft und Teilungen waren die Besitzungen der Beaumonts jedoch zusammengeschrumpft, zudem befanden sich erhebliche Besitzungen noch als Wittum im lebenslangen Besitz von zwei Witwen seiner Vorgänger. Vermutlich konnte Mauduit so nur über etwa ein Drittel der ursprünglichen Besitzungen verfügen.
Während des Zweiten Kriegs der Barone zog sich Mauduit auf Warwick Castle zurück, bis die Burg im April 1264 von dem Rebellen John Giffard in einem Überraschungsangriff erobert wurde. Mauduit und seine Frau Alice gerieten in Gefangenschaft und wurden als Unterstützer des Königs in Kenilworth Castle inhaftiert, während Warwick Castle geschleift wurde. Erst nach Zahlung eines Lösegelds von 1900 Mark kamen Mauduit und seine Frau wieder frei. Nach dem Sieg der königlichen Partei im August 1265 wurden Mauduit beschlagnahmte Besitzungen der Rebellen zugesprochen, aus denen er jährliche Einkünfte in Höhe von £ 100 hatte. Dennoch war er bei seinem Tod gegenüber der Krone hoch verschuldet. Er wurde in Westminster Abbey begraben, während sein Herz im Zisterzienserinnenkloster Catesby in Northamptonshire beigesetzt wurde. Diese Herzbestattung geschah vielleicht aus Verehrung des heiligen Edmund Rich, da das Kloster Reliquien von diesem besaß.

## Erbe
Da Mauduits Ehe mit Alice Seagrave, einer Tochter von Gilbert of Seagrave kinderlos geblieben war, wurde William IV. de Beauchamp, ein Sohn seiner Schwester Isabel Mauduit, sein Erbe.